# Cemal Tigin
Cemal Tigin (ur. 15 marca 1913) – turecki biegacz narciarski, olimpijczyk.
Uczestnik igrzysk olimpijskich w Garmisch-Partenkirchen (1936). Brał udział w biegu na 18 kilometrów, jednak nie ukończył go. Sztafeta turecka 4 × 10 kilometrów, w składzie: Reşat Erceş, Sadri Erkılıç, Mehmut Şevket Karman, Cemal Tigin, nie ukończyła zawodów. Tigin biegł na trzeciej zmianie, dystans 10 kilometrów przebiegł w czasie 1:10:26. Turcy byli wtedy na ostatnim 16. miejscu.